# Sistem nestrukturiranih podataka dodatnih usluga
Sistem nestrukturiranih podataka dodatnih usluga (USSD) je protokol koji koriste GSM mobilni telefoni da bi komunicirali sa servisima koji se nalaze na serverima mobilnih operatera. USSD se može koristiti za WAP pretraživanje, pripejd usluge povratnog poziva, usluge mobinog plaćanja, usluge na bazi lokacije, informativne usluge na bazi menija, i kao deo konfiguracije telefona u mreži.
USSD poruke mogu da sadrže do 182 alfanumeričkih ASCII znakova.  Za razliku od SMS poruka, USSD poruke uspostavljaju vezu u realnom vremenu, tokom USSD sesije. Veza ostaje otvorena, dozvoljavajući dvosmernu razmenu niza podataka. To omogućava USSD servisu da ima bolji odziv nego SMS.

## Korišćenje
Korisnik ispisuje kodove na ekranu mobilnog telefona. Telefon šalje tu poruku do mreže operatera, gde je prima server određen za USSD. Odgovor sa ovog računara se prosleđuje na mobilni telefon. Taj odgovor se prikazuje direktno na ekranu telefona. Poruke poslate putem USSD sistema nisu definisane nijednim standardizacionim telom, tako da mrežni operater može implementirati bilo šta što je odgovarajuće za svoje korisnike.
USSD se najčešće koristi kod pripejd upita za stanje. 
USSD takođe može da se koristi i za plaćanje i dopuni SIM kredita, ali i za dostavljanje jednokratne lozinke ili PIN koda.
Neki operateri koriste USSD da bi korisnicima omogućili pristum ažuriranju socijalnih mreža u realnom vremenu.
USSD se nekad koristi u kombinaciji sa SMS-om: korisnik šalje zahtev putem USSD, a mreža odgovara porukom o potvrdi prijema (npr. "Uskoro ćete dobiti SMS sa podešavanjima").

## Tehnički detalji
Većina GSM telefona ima mogućnost za korišćenje USSD sistema. Sistem se generalno dovodi u vezu sa servisom instant poruka ili poruka u realnom vremenu. U ovom slučaju ne postoji mogućnost sačuvaj-i-prosledi, što je tipično za druge SMS protokole, jer, na primer, centar za slanje poruka nije prisutan prilikom procesuiranja.

## Format
Tipična USSD poruka počinje zvezdicom (*) praćenom ciframa koje predstavljaju komande ili podatke. Grupa cifara se može odvojiti dodatnim zvezdicama. Kraj poruke se označava tarabom (#).
Primeri USSD kodova:
- *101#
- *109*72348937857623#